# Oliver H. Cross
Oliver Harlan Cross (* 13. Juli 1868 in Eutaw, Alabama; † 24. April 1960 in Waco, Texas) war ein US-amerikanischer Politiker. Zwischen 1929 und 1937 vertrat er den Bundesstaat Texas im US-Repräsentantenhaus.

## Werdegang
Oliver Cross besuchte die öffentlichen Schulen seiner Heimat und studierte danach bis 1891 an der University of Alabama in Tuscaloosa. In den Jahren 1891 und 1892 war er Lehrer in Union Springs. Nach einem anschließenden Jurastudium und seiner 1893 erfolgten Zulassung als Rechtsanwalt begann er in Deming im späteren Bundesstaat New Mexico in diesem Beruf zu arbeiten. Danach zog er nach Texas, wo er in den Jahren 1895 und 1896 in McGregor und danach in Waco als Rechtsanwalt praktizierte. Zwischen 1898 und 1902 war er stellvertretender Staatsanwalt im McLennan County; von 1902 bis 1906 fungierte er dort als eigentlicher Bezirksstaatsanwalt. Gleichzeitig schlug er als Mitglied der Demokratischen Partei eine politische Laufbahn ein. Im Jahr 1900 war er Abgeordneter im Repräsentantenhaus von Texas. 1917 beendete Cross seine juristische Laufbahn. Stattdessen betätigte er sich fortan in der Landwirtschaft.
Bei den Kongresswahlen des Jahres 1928 wurde Cross im elften Wahlbezirk von Texas in das US-Repräsentantenhaus in Washington, D.C. gewählt, wo er am 4. März 1929 die Nachfolge von Tom Connally antrat. Nach drei Wiederwahlen konnte er bis zum 3. Januar 1937 vier Legislaturperioden im Kongress absolvieren. Seit 1933 wurden dort viele der New-Deal-Gesetze der Bundesregierung unter Präsident Franklin D. Roosevelt verabschiedet. Im Jahr 1936 verzichtete er auf eine erneute Kandidatur.
Nach dem Ende seiner Zeit im US-Repräsentantenhaus arbeitete Oliver Cross wieder in der Landwirtschaft. Außerdem wurde er auf dem Immobilienmarkt tätig. Er starb am 24. April 1960 in Waco.